# Hyposoter notatus
Hyposoter notatus là một loài tò vò trong họ Ichneumonidae.